# Breakaway (cântec de Kelly Clarkson)
„Breakaway” este primul single extras de pe albumul cu același nume al cântăreței de origine americană Kelly Clarkson. doptă stilurile pop și rock. El a fost scris de către Avril Lavigne, Bridget Benenate, Matthew Gerrard și produs de către John Shanks.
Cântecul a fost scris inițial pentru albumul de debut al lui Avril Lavigne, Let Go, dar cântăreața nu a inclus piesa, spunând că Breakaway nu se potrivește cu acest album. El a fost încredințat în cele din urmă lui Kelly, care a înregistrat-o ca și coloană sonoră pentru filmul The Princess Diaries 2: Royal Engagement.
După eșecurile avute cu cele două single-uri precedente, Breakaway a reprezentat un succes major, atingând topul zece în S.U.A. și Canada. Piesa a rămas timp de douăzeci de săptămâni consecutive pe prima poziția a topului Billboard Adult Contemporary, fiind unul dintre cele mai mari hituri ale anului 2004.

## Videoclip
Din cauză că Breakaway a fost folosit pentru coloana sonoră a filmului The Princess Diaries 2: Royal Engagement, tema videoclipului este impletită cu secvențe din film, Clarkson dorind sa fie echilibrat din punct de vedere al scenelor, incluzând și cadre din film. Actrița Lindsay Krueger o portretizează pe Kelly pe durata copilăriei, iar Clarkson, superstarul din prezent este surprins la premiera fictivă a filmului. Cadre din film pot fi văzute în timp ce Kelly își aduce aduce aminte de trecutul său. Inițial videoclipul ar fi trebuit să conțină imagine care să arate gradat maturizarea lui Brianne, dar acestea au fost eliminate din cauza limitei timpului.
Un al doilea videoclip a fost filmat în timpul turneului de promovare din Europa.

## Pozițiile ocupate în clasamente
| Clasamentul (2004/2005/2006)      | Poziția maximă ocupată |
| --------------------------------- | ---------------------- |
| Australian ARIA Singles Chart     | 10                     |
| Brazil Hot 100                    | 17                     |
| Canadian Singles Chart            | 3                      |
| Dutch Top 40                      | 9                      |
| German Single Chart 100           | 13                     |
| Indonesian Singles Chart          | 1                      |
| Irish Singles Chart               | 12                     |
| Mexican Top 100 Singles Chart     | 74                     |
| New Zealand RIANZ Singles Chart   | 12                     |
| Polish National Top 50            | 13                     |
| Singapore Top 10 Airplay          | 1                      |
| UK Top 75                         | 22                     |
| U.S. Billboard Hot 100            | 6                      |
| U.S. Billboard Adult Contemporary | 1                      |
| U.S. ARC Weekly Top 40            | 2                      |
| United World Chart                | 17                     |
| World Chart Show                  | 10                     |
| Filipine                          | 1                      |